# Kickers Offenbach
Kickers Offenbach egy német labdarúgócsapat, székhelye Offenbach am Mainban van, Hessen tartományban.
A klubot 1901. május 27-én alapították a Rheinischer Hof étteremben olyan játékosokból, akik helyi klubokból, köztük a Melitából, a Teutóniából, a Viktóriából, és a Neptunból távoztak. 1921-től 1925-ig a VfB 1900 Offenbachot VfR Kickers Offenbachként egyesítették. A Kickers Offenbach stadionja 2012 óta a Sparda Bank Hessen Stadion.

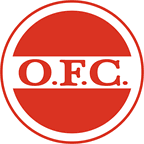
A klub címere 1925 és 1972 között.

## Eredmények
- Német bajnokság, második helyezett: 1950, 1959
- Német kupagyőztes: 1970

## Jelenlegi keret
2014. augusztus 19. szerint
| #  |     | Poszt | Név                            |
| -- | --- | ----- | ------------------------------ |
| 1  | CAN | K     | Lucas Menz                     |
| 4  | GER | KP    | Klaus Gjasula                  |
| 5  | ITA | V     | Giuliano Modica                |
| 6  | GER | KP    | Matthias Schwarz               |
| 7  | GER | KP    | Kevin Wittke                   |
| 9  | BIH | KP    | Benjamin Pintol                |
| 11 | GER | KP    | Fabian Bäcker                  |
| 13 | GER | KP    | Jan Biggel                     |
| 14 | GER | CS    | Christian Cappek               |
| 15 | GER | V     | Alexis Theodosiadis            |
| 16 | GER | K     | Daniel Endres (csapatkapitány) |
| 17 | GER | V     | Stefano Maier                  |
| 18 | GER | KP    | Philipp Fleischer              |

| #  |     | Poszt | Név                 |
| -- | --- | ----- | ------------------- |
| 19 | TUR | KP    | Cem Kara            |
| 20 | GER | CS    | Marcel Mosch        |
| 21 | GER | V     | Marcel Wilke        |
| 22 | GER | CS    | Steven von der Burg |
| 23 | GER | V     | Dennis Schulte      |
| 25 | ESP | CS    | Mohamed Tahiri      |
| 26 | GER | KP    | Gabriel Gallus      |
| 27 | GER | V     | Sascha Korb         |
| 29 | TUR | KP    | Baris Yakut         |
| 30 | GER | KP    | Denis Mangafic      |
| 31 | GER | CS    | Markus Müller       |
| 33 | AFG | KP    | Modjieb Jamali      |